# ハリヴァルマン
ハリヴァルマン1世（サンスクリット語: हरिवर्मन् १, ラテン文字転写: Harivarman I, 生年不詳 - 820年）は、チャンパ王国（環王国）第5王朝の第4代国王（在位：801年 - 820年）。

## 生涯
インドラヴァルマン1世の妹婿。先王の死後、王位を継承した。803年1月に唐の安南都護府の管轄する驩州・愛州に侵攻して攻め落とした。809年10月5日にも安南に侵攻したが、安南都護の張舟の反撃を受けて大敗を喫し、占領していた驩州と愛州を奪回された。
ほぼ同時期に将軍のセーナーパティ・パルに命じてジャヤーヴァルマン2世治下のクメール王朝に侵攻し、クメール軍を打ち破った。817年にパルはヤンプナガラのポー・ナガル塔に寄進を行っている。819年には黄洞蛮の手引きを受けて、交州に侵攻した。
ハリヴァルマン1世の死後、子のヴィクランタヴァルマン3世が王位を継承した。

## 参考資料
- George Cœdès (May 1, 1968). The Indianized States of South-East Asia. University of Hawaii Press. ISBN 978-0824803681
- Sailendra Nath Sen (1999). Ancient Indian History and Civilization. New Age International. ISBN 978-8122411980
- Geetesh Sharma (2010). Traces of Indian Culture in Vietnam. Rajkamal Prakashan. ISBN 978-8190540148
- 石井米雄、桜井由躬雄 編『東南アジア史 I 大陸部』山川出版社〈新版 世界各国史 5〉、1999年12月20日。ISBN 978-4634413504。
- 『旧唐書』巻十四 本紀第十四 憲宗
- 『新唐書』巻七 本紀第七 徳宗 憲宗
- 『新唐書』巻二百二十二 列伝第一百四十七 南蛮
- 『大越史記全書』外紀巻之五 属隋唐紀
- 『唐会要』巻九十八 林邑国

| スタブアイコン | サブスタブ | この項目は、まだ閲覧者の調べものの参照としては役立たない、人物に関連した書きかけの項目です。この項目を加筆・訂正などしてくださる協力者を求めています（P:人物伝/PJ:人物伝）。 |